# Стивен Џерард
Стивен Џорџ Џерард (енгл. Steven George Gerrard; Вистон, Ливерпул, 30. мај 1980) је енглески фудбалски тренер и бивши фудбалер. Џерард је играо на позицији централног везног, а већину своје каријере провео у фудбалском клубу Ливерпул, где је био капитен током већег дела каријере. Џерард је дебитовао за Ливерпул 1998 године. и за клуб је одиграо 710 утакмица и постигао 186 голова. Он је једини играч у историји клуба који је у топ 5 свих времена и у одиграним утакмицама и у постигнутим головима. Године 2003. његово лидерство на терену је препознао тадашњи тренер Жерар Улије и поверио му капитенску траку коју је носио преко 10 година, дуже од било ког играча. Фудбалску каријеру је завршио у новембру 2016. у клубу Лос Анђелес галакси. Џерард је 21. јануара 2017. почео тренерску каријеру у академији ФК Ливерпул.
Џерард је на Енфилду провео 17 година, а дебитовао је 1998. године. 2000. се учврстио у првом тиму, а 2003. наследио је капитенску траку од Самија Хипије. Џерард је са Ливерпулом освојио два ФА купа, три лига купа, једну лигу шампиона, један куп УЕФА и један супер куп Европе. У финалу лиге шампиона 2005. Џерард је постигао први гол против Милана након што је Ливерпул од 0:3 стигао до 3:3 у регуларном делу.
Након 17 сезона, Џерард је у јулу 2015. прешао у америчку МЛС лигу, у Лос Анђелес галакси, где је провео сезону и по.

## Клупска каријера
Џерард је прошао све млађе селекције Ливерпула. За први тим је дебитовао 29. новембра 1998. на утакмици против Блекберн роверса. Тада је ушао у игру у последњем минуту утакмице, уместо Вегарда Хегема. У својој дебитантској сезони је забележио 13 наступа. У сезони 1999/00. је добио први црвени картон у каријери. Градски дерби са Евертоном је почео са клупе. Касније је у игру ушао уместо Робија Фаулера и грубим стартом над Кевином Кембелом је заслужио црвени картон. Током те сезоне је постигао и свој први гол у Премијер лиги. Био је стрелац једног од четири поготка Ливерпула против Шефилд венздеја.
У сезони 2000/01. одиграо је 50 утакмица за Ливерпул у свим такмичењима и постигао је 10 голова, чиме је знатно допринео освајању трипле круне, ФА купа, Лига купа и купа УЕФА. Капитен свог клуба је постао октобра 2003. уместо Самија Хипије. Сезону 2003/04. Ливерпул је завршио без освојеног трофеја. То је коштало посла дотадашњег тренера Жерара Улијеа. Тада су се појавиле гласине да би Џерард могао да напусти Ливерпул и пређе у Челси. Након доласка у клуб новог тренера, Шпанца Рафаела Бенитеза, Џерард је одлучио да одбије Челси који је био спреман да за њега плати обештећење од 20 милиона фунти.
Током сезоне 2004/05. претрпео је повреду која га одаљила од терена пуних шест недеља. Повредио се у септембру на утакмици против Манчестер јунајтеда, а на терен се вратио крајем новембра, на утакмици са Олимпијакосом. То је била последњи меч у такмичењу по група, а Џерард је на том мечу успео да постигне гол којим је осигурао пролазак Ливерпула у наредну фазу. Ливерпул је те сезоне стигао до финала Лига купа у којем су поражени од Челсија са 3-2. У том финалу Џерард је постигао аутогол.
У финалу Лиге шампиона, те сезоне је Ливерпул играо са Миланом. Милан је на одмор отишао са предношћу од три гола, а Ливерпул је за само шест минута успео да изједначи. Први гол је постигао Џерард, док је трећи постигнут након пенала који је над њим скривио Ђенаро Гатузо. Након бољег извођења једанаестераца Ливерпул је славио. Џерард је као капитен подигао пехар намењен победнику а проглашен је и за најбољег играча утакмице.
У сезони 2005/06. Џерард је постигао 23 поготка у 53 наступа за Ливерпул у свим такмичењима. Постигао је и два гола у финалу ФА купа против Вест Хем јунајтед, међу којима и изједначујући гол који је Ливерпул одвео у продужетке. Ливерпул је добио на пенале, што им је био други узастопни трофеј освојен на тај начин. Головима у том финалу он је постао једини фудбалер који је успео да постигне бар по један гол у финалима Лиге шампиона, ФА купа, Лига купа и купа УЕФА. У сезони 2006/07. Џерард је био стрелац гола из пенала у реванш утакмици полуфинала Лиге шампиона којим је Ливерпул елиминисао Челси. У свом другом финалу у три сезоне Ливерпул је био поражен од Милама са 2-1.
У дресу Ливерпула, свој 400. меч је одиграо 28. октобра 2007. против Арсенала. Током месеца новембра те сезоне, Џерард није био стрелац само на једној утакмици свог тима у свим такмичењима. Свој 300. меч у Премијер лиги је одиграо 13. априла 2008. против Блекберн роверса. У европским куповима је 100. утакмицу одиграо 10. марта 2009. у победи свог тима над Реал Мадридом од 4-0. Тај јубилеј је обележио са два постигнута гола. 2012. године је постигао хет-трик у утакмици против Евертона, нешто што није учињено још од 1935. године. У јануару 2015. године Џерард је најавио напуштање клуба након 17 године у дресу "Црвених".

## Репрезентативна каријера
- За младу фудбалску репрезентацију Енглеске је одиграо четири утакмице и постигао је један погодак, (1998);
- За сениорску репрезентацију Енглеске је одиграо 89 утакмица и постигао је 19 голова, (2000- )

Џерард је за репрезентацију дебитовао 31. маја 2000. против Украјине. Учествовао је на Европском првенству 2000. и једном је ушао са клупе, на утакмици против Немачке. Свој први гол у дресу са државним грбом је постигао у мечу Квалификација за Светско првенство 2002. против Немачке.
Током Европског првенства 2004. је био стартер и постигао је гол на утакмици са Швајцарском. На Светском првенству 2006. је постигао два гола на мечевима групне фазе са Тринидадом и Тобагом и Шведском. У четвртфиналу је Енглеска поражена од Португала, након извођења једанаестераца. Џерардов шут са беле тачке је тада одбранио португалски голман Рикардо.
Стивен Џерард је 21. јула 2014. године објавио да неће више наступати за репрезентацију Енглеске. За своју земљу је у периоду од 14 година (2000–2014) наступао 114 пута (трећи на листи иза Питера Шилтона (125) и Дејвида Бекама (115)) и постигао 21 гол.

## Статистика каријере

### Репрезентативна
| Енглеска | Енглеска | Енглеска |
| Година   | Утакмица | Голова   |
| -------- | -------- | -------- |
| 2000     | 2        | 0        |
| 2001     | 6        | 1        |
| 2002     | 5        | 1        |
| 2003     | 8        | 1        |
| 2004     | 10       | 2        |
| 2005     | 8        | 1        |
| 2006     | 13       | 4        |
| 2007     | 11       | 2        |
| 2008     | 7        | 2        |
| 2009     | 7        | 2        |
| 2010     | 12       | 3        |
| 2012     | 11       | 0        |
| 2013     | 8        | 2        |
| 2014     | 6        | 0        |
| Укупно   | 114      | 21       |

### Голови за репрезентацију
| #   | Датум              | Место                              | Противник            | Резултат | Исход | Такмичење                                 |
| --- | ------------------ | ---------------------------------- | -------------------- | -------- | ----- | ----------------------------------------- |
| 1.  | 1. септембар 2001. | Минхен, Немачка                    | Немачка              | 2-1      | 5-1   | Квалификације за Светско првенство 2002.  |
| 2.  | 16. октобар 2002.  | Саутхемптон, Енглеска              | Република Македонија | 2-2      | 2-2   | Квалификације за Европско првенство 2004. |
| 3.  | 3. јун 2003.       | Лестер, Енглеска                   | Србија и Црна Гора   | 1-0      | 2-1   | Пријатељска                               |
| 4.  | 17. јун 2004.      | Коимбра, Португал                  | Швајцарска           | 3-0      | 3-0   | Европско првенство 2004.                  |
| 5.  | 4. септембар 2004. | Беч, Аустрија                      | Аустрија             | 2-0      | 2-2   | Квалификације за Светско првенство 2006.  |
| 6.  | 30. март 2005.     | Њукасл, Енглеска                   | Азербејџан           | 1-0      | 2-0   | Квалификације за Светско првенство 2006.  |
| 7.  | 30. мај 2006.      | Манчестер, Енглеска                | Мађарска             | 1-0      | 3-1   | Пријатељска                               |
| 8.  | 15. јун 2006.      | Нирнберг, Немачка                  | Тринидад и Тобаго    | 2-0      | 2-0   | Светско првенство 2006.                   |
| 9.  | 20. јун 2006.      | Келн, Немачка                      | Шведска              | 2-1      | 2-2   | Светско првенство 2006.                   |
| 10. | 2. септембар 2006. | Манчестер, Енглеска                | Андора               | 2-0      | 5-0   | Квалификације за Европско првенство 2008. |
| 11. | 28. март 2007.     | Барселона, Шпанија                 | Андора               | 1-0      | 3-0   | Квалификације за Европско првенство 2008. |
| 12. | 28. март 2007.     | Барселона, Шпанија                 | Андора               | 2-0      | 3-0   | Квалификације за Европско првенство 2008. |
| 13. | 28. мај 2008.      | Лондон, Енглеска                   | Сједињене Државе     | 2-0      | 2-0   | Пријатељска                               |
| 14. | 15. октобар 2008.  | Минск, Белорусија                  | Белорусија           | 1-0      | 3-1   | Квалификације за Светско првенство 2010.  |
| 15. | 9. септембар 2009. | Лондон, Енглеска                   | Хрватска             | 2-0      | 5-1   | Квалификације за Светско првенство 2010.  |
| 16. | 9. септембар 2009. | Лондон, Енглеска                   | Хрватска             | 4-0      | 5-1   | Квалификације за Светско првенство 2010.  |
| 17. | 12. јун 2010.      | Рустенбург, Јужноафричка Република | Сједињене Државе     | 1-0      | 1-1   | Светско првенство у фудбалу 2010.         |
| 18. | 11. август 2010.   | Лондон, Енглеска                   | Мађарска             | 1-1      | 2-1   | Пријатељска                               |
| 19. | 11. август 2010.   | Лондон, Енглеска                   | Мађарска             | 2-1      | 2-1   | Пријатељска                               |
| 20. | 6. септембар 2013. | Лондон, Енглеска                   | Молдавија            | 2-1      | 2-1   | Квалификације за Светско првенство 2014.  |
| 21. | 14. октобар 2010.  | Лондон, Енглеска                   | Пољска               | 2-1      | 2-1   | Квалификације за Светско првенство 2014.  |

## Трофеји

### Као играч
Ливерпул
- Лига куп (3): 2001, 2003, 2012.
- ФА куп  (2): 2001, 2006.
- УЕФА Куп  (1): 2001.
- УЕФА Лига шампиона  (1): 2005.
- Европски суперкуп (2): 2001, 2005.

Појединачни
- 2001, 2009. - Најбољи играч Премијер лиге у избору навијача
- 2001. - Најбољи млади играч Премијер лиге у избору играча
- 2006. - Најбољи играч Премијер лиге у избору играча
- 2009. - Најбољи фудбалер Премијер лиге у избору новинара
- 2001, 2004, 2005, 2006, 2007, 2008, 2009. - Избор у идеални тим Премијер лиге
- 2005. - Најкориснији играч Лиге шампиона у избору УЕФА
- 2006. - Гол сезоне
- 2007, 2008, 2009. - Члан идеалне светске прве поставе
- 2005. - играч године по избору УЕФЕ
- 2007. најбољи играч у Енглеској фудбалској репрезентацији

### К  ао тренер
Ренџерс
- Шкотска Премијершип лига (1) 2020/21